# 1474 Beira
1474 Beira (1935 QY) là một tiểu hành tinh bay qua Sao Hỏa được phát hiện ngày 20 tháng 8 năm 1935 bởi Jackson, C. ở Johannesburg (UO).